# Fernando de la Enzina
Fernando de la Encina Gabaldón (La Roda, Albacete, 5 de febrero de 1650 - Cuenca, 6 de febrero de 1740, al día siguiente de haber cumplido 90 años), fue un sacerdote, Canónigo y Dignidad de la Catedral de Cuenca, Abad de Santiago, Provisor del Obispado, Examinador Sinodal, juez conservador del Real Hospital de Santiago de Cuenca, Beneficiado de La Roda y Fundador de la Obra Pía de su nombre. Sus restos descansan actualmente en la catedral de Cuenca.

## Biografía
Hijo de D. Gabriel de la Encina y Doña Ana Gabaldón de la Torre, aquel natural de la Villa de Colmenar de Oreja, Arzobispado de Toledo, y esta de la Villa de Vara de Rey, del Obispado de Cuenca; más tarde, vecinos y domiciliarios que fueron de La Roda.
Siendo aún un adolescente, sufrió un carbunco en el ojo derecho, del que estuvo muy cerca de perder la vida, grave enfermedad durante cuatro largos años que le mortificó, pero que no le impidió seguir sus estudios de Latín y Gramática, aunque le dejó una deformidad en la visión, usando desde entonces anteojos. 
En el año 1664 viaja a Cuenca, para reiniciar sus estudios de Dialéctica Tomista y Gramática, por lo poco que había adquirido ésta en La Roda a causa de su larga enfermedad, junto a Juan Zorrilla de la Encina, su medio hermano, hijo natural de su padre; hombre de posición acomodada y autoridad eclesiástica, que se había granjeado ser canónigo de la Santa Iglesia Catedral de Cuenca, además de permanente benefactor de la parroquia de La Roda, entre otros títulos. 
El año de 1666, estudia en la Universidad de Alcalá de Henares, Jurisprudencia, Civil y Canónica, pasando a ser protegido del también paisano Rvdmo. P. Fray Martín Ibáñez de Villanueva, de la Orden de la Santísima Trinidad, entonces Catedrático de Prima de Scoto y luego Arzobispo de Reggio, en Sicilia. Tampoco se descarta que conociera personalmente, por entonces, al eminente D. Diego Morcillo Rubio de Auñón, también profesor de esta Universidad; o en alguna otra ocasión, considerando que ambos eran paisanos de la misma comarca manchega.
En 1668, pasa a la Universidad de Salamanca, teniendo por principal maestro al doctor Antonio Antillón y Salcedo, Catedrático de Vísperas de Leyes. Aquí fue elegido Consiliario de La Mancha (título universitario honorífico al mejor alumno de una región, que daba voz y voto para elegir al Rector). Se gradúa finalmente, el 21 de abril de 1671, como Bachiller en Sagrados Cánones.
De aquí, regresa a Cuenca, donde supera las pruebas de Oposición de Doctoral de la Iglesia y de Canónigo jurista, lo que alienta a su tío Juan de Zorrilla a mandarlo a Madrid, a primeros de octubre de 1671. Aquí pasa trabajando tres años en la pasantía asistiendo a los pleitos eclesiásticos, y ascendiendo rápidamente, en 1672, a Abogado de los Reales Consejos, sin contar todavía con los 25 años de edad mínima reglamentaria.
Fue ordenado sacerdote el 23 de septiembre de 1679, por el Obispo de Cuenca, D. Francisco de Zárate y Terán ya enfermo. Ese mismo mes, presentó las bulas para que se le nombrase canónigo coadjutor. En octubre tuvo que tomar posesión de su cargo. 
En 1685 Fernando de la Encina toma posesión de coadjutor del Abad de Santiago, una de las dignidades catedralicias más antiguas, pues fue instituida por el obispo Don Diego de Anaya en 1410. A fines de 1694 y por muerte de su antecesor en el cargo, el 9 de octubre, Don Fernando de la Encina es nombrado Abad de Santiago.

## Fernando de la Enzina y la Literatura
Fernando de la Enzina fue un hombre de variada y amplia cultura, y así lo demuestra la magnífica biblioteca que poseyó. Del total de los libros del canónigo rodense, se conservan en la Biblioteca Capitular de la Catedral de Cuenca, 119 con su firma, en su gran mayoría de Derecho Canónico, y todos ellos con muestras de haber sido estudiados en profundidad, pues hay subrayados y notas marginales de su propia mano. Este afán por la lectura y el estudio fue materializado por Don Fernando de la Enzina en su interés por la literatura.
Así, se le conocen varios sonetos, y el arbitrista político Mateo López Bravo señalaba que empezó a escribir la biografía de Don Juan de Roxas, inquisidor apostólico de Sicilia y obispo electo de Palermo, también natural de La Roda, cuyo manuscrito se conserva en el Archivo del Cabildo Eclesiástico de aquella población. Igualmente se conserva una obra suya titulada: Concordia descordantium canonum et additiones ad suam inteligentiam.
La librería de Don Fernando de la Encina se componía de más de 1330 tomos. La temática era variada, ya que había obras de la antigüedad latina, de Derecho, Teología, Historia, vidas de santos, gramáticas, libros de oración, etc. En referencia a los autores más comunes representados, estaban: Cervantes, Gracián, Saavedra Fajardo, Góngora, el padre Juan de Mariana, López de Haro, Argote de Molina, Lope de Vega, etc.. Y también entre los clásicos: Julio César, Lucano, Ovidio, Marcial, Suetonio, Salustio, Cicerón, San Jerónimo, Juvenal, Pérsico, Alciato, etc.

## Obras y Fundaciones de la Enzina
Gracias a su alta dignidad canónica, Fernando de la Enzina contribuyó con cuantiosas sumas materiales a la conservación y manutención de numerosas congregaciones eclesiásticas y hospicios, tanto de su comarca natal como del exterior. Fue Juez-conservador de numerosos conventos (entre otros): Convento de dominicos de San Pablo de Cuenca; de la Santísima Trinidad de Cuenca. Del convento de trinitarios de Fuensanta, (feligresía de La Roda). Juez conservador del Real Hospital de Santiago de Cuenca y del Convento de Uclés de Santiago. Así como de los conventos de religiosas trinitarias de La Roda y de San Francisco de la Provincia de Cartagena.
El 14 de marzo de 1707, ante Antonio López, escribano de Cuenca, Fernando de la Enzina hace una agregación de bienes al mayorazgo de su sobrino, Gabriel Julián de la Encina, de diferentes bienes raíces que se habían comprado desde la Fundación Enzina que hizo su hermano Gabriel, el 20 de noviembre de 1693, que fue de más de catorce mil ducados, además de una parada de molinos, y una aldea más tarde rehabilitada, con una ermita dedicada a San Fernando. Pero muerto el sobrino de D. Fernando, éste organiza el antiguo mayorazgo familiar, en la Obra Pía que desde entonces llevará su nombre, que representaba un capital superior a los 130.000 ducados, a la que agregó otras muchas fincas importantes del entorno (Tamajosas, Carrasquilla, Marta, Juan Gómez, etc..). Esta Fundación representó la primera Obra Pía en la villa de La Roda, y una de las primeras en La Mancha para aquella época, hasta su Desarmortización.
En 1718, Fernando de la Enzina es también nombrado por el Cabildo, protector de unas memorias otorgadas por Don Juan Domingo de Castañola, señor de la villa de Moncalvillo de Huete (Cuenca), que dejó en su testamento al Cabildo como último poseedor de su mayorazgo, y el resto de su hacienda libre para criar a los niños expósitos de la parroquia de S. Julián, para que se criasen en Moncalvillo, hasta la edad de 14 años, en una casa ilustre que había dejado, más unos 30 ducados anuales para su manutención. Don Fernando continuó con esta obra, cobijando, doce años después, a más de 60 niños de ambos sexos.
El 20 de junio de 1733, por escritura ante Miguel Herráiz, Fernando de la Enzina funda una Capellanía para que se ordenara Fernando Julián de Rivera, a quien crio su sobrino Gabriel Julián, de 32.575 reales de capital, y que después de su fallecimiento se agregase a la fundación de las Obras Pías que había fundado en La Roda, en 1707.
En 1738 se dispuso hacer una campana para la Iglesia de La Roda, debido a que tenía, tan linda torre de cuatro ventanas, sólo tres de ellas, por lo que le pareció que le faltaba una. Mandó construir esta campana de treinta arrobas, gastando unos 800 ducados, y le puso el nombre de San Fernando.
El 26 de febrero de 1739, ante Francisco Rivera, escribano de Cuenca, Enzina promueve una Fundación con D. José de Flórez, Obispo de Cuenca, que consistía en la provisión de dos becas, en el Colegio Seminario de San Julián, para hijos y bautizados de la Iglesia de La Roda.
Pero además de todas estas obras pías y fundaciones, Fernando de la Enzina compró numerosos ajuares, muebles y ornamentos para gran número de templos y congregaciones religiosas.